# Palácio da Zarzuela
O Palácio da Zarzuela é a residência dos Reis da Espanha, localizado nas montanhas de El Pardo, embora a residência oficial seja o Palácio Real de Madrid. Durante o século XVII, o rei Filipe IV ordenou a construção de um pequeno palácio num lugar chamado La Zarzuela, nas cercanias de Madrid. O Palácio deu o nome ao gênero lírico da zarzuela, opereta cômica tipicamente espanhola, que começou a ser representada no pavilhão de caça do Palácio durante o reinado de Filipe IV, grande apreciador de teatro e de música.
Tratava-se de um edifício retangular com tecto de ardósia com corredores laterais. Carlos IV modificou o edifício para adaptá-lo ao gosto do século XVIII e o adornou com tapeçaria e porcelana, assim como com mobiliário novo e una magnífica coleção de relógios.
A construção foi severamente danificado durante a Guerra Civil.
A construção original do século XVII foram adicionados novos edifícios.  
Atualmente, a residência da família real está distribuída entre o edifício principal e dois conjuntos para a direita e esquerda. 
A envolvência do palácio está cercada por uma rica fauna.
O palácio é administrado pela agência Nacional do Património e é propriedade do Estado espanhol. O nome refere-se à abundância de espinhos. 
No verão de 2002 o príncipe herdeiro Felipe mudou-se para uma nova residência. O palácio está situado nos arredores de Madrid, a noroeste do centro, onde vive atualmente com a mulher a rainha Letizia Ortiz e as filhas a princesa Leonor e a infanta Sofia.

## História

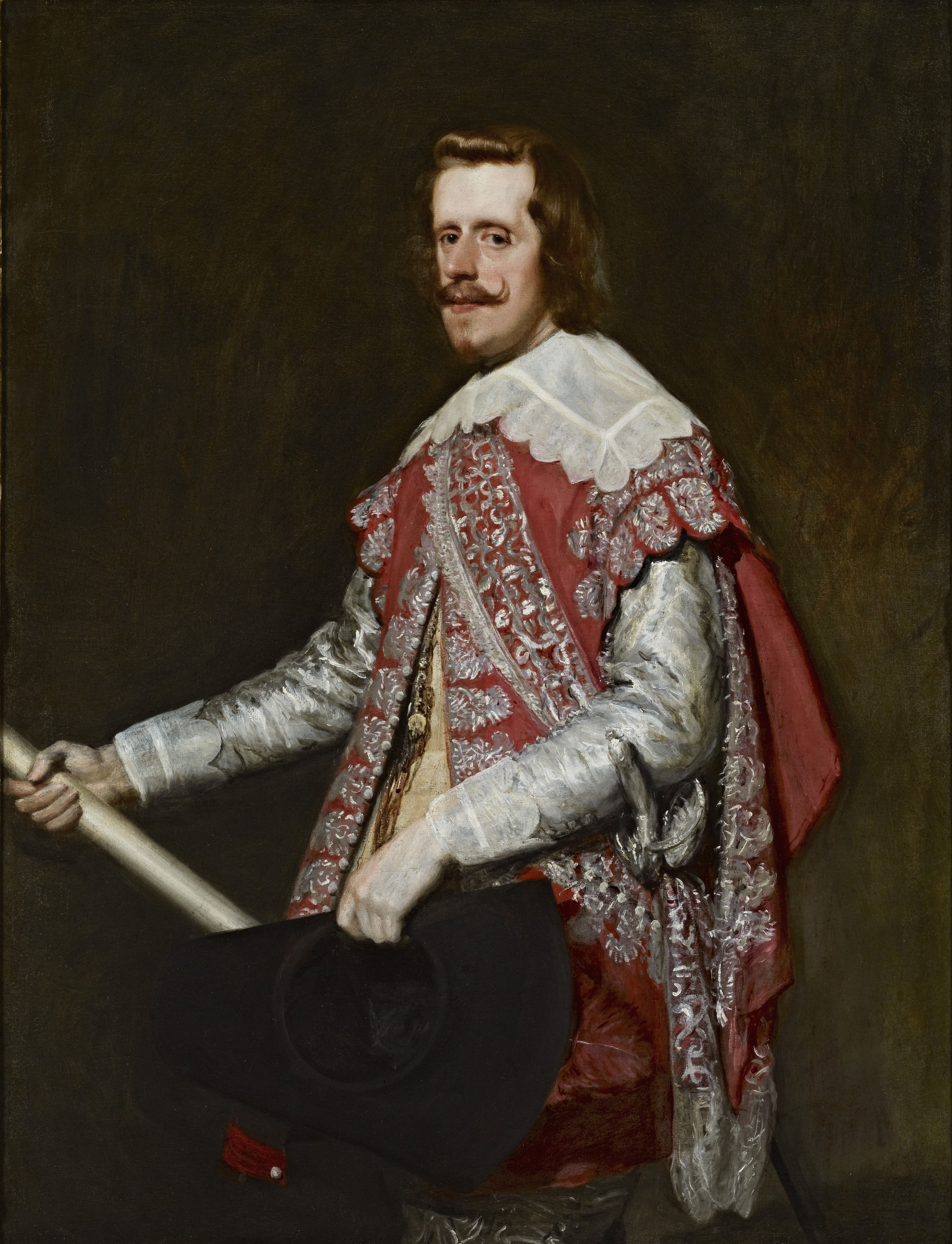
O rei Filipe IV de Espanha(III de Portugal)foi quem mandou construir o palácio da Zarzuela.

### O local
O Palácio da Zarzuela está localizado nas montanhas de El Pardo. Durante o século XVII, o rei Filipe III de Portugal ordenou que fosse construído um pequeno palácio rural, ou pavilhão de caça, num lugar denominado de La Zarzuela, próximo de Madrid.

### Filipe IV
Durante o século XVII, o rei Filipe IV ordenou que fosse construído um pequeno palácio rural, ou pavilhão de caça, num lugar denominado de La Zarzuela, próximo de Madrid. Este tinha uma forma retangular, telhados em ardósia com duas arcadas laterais.

### Carlos IV
Carlos IV empreendeu alterações ao edifício para adaptá-lo ao gosto do século XVIII, e adornou-o com tapeçarias e porcelana, assim como mobiliários e os seus muito amados relógios, com os quais criou uma magnífica coleção.
O nome refere-se à abundância de espinhos. Era um edifício retangular, com dois corredores laterais e telhado de ardósia. Charles IV em seguida, fez modificações no prédio para acomodar os gostos da tapeçaria do século XVIII e porcelana, acrescentando, além de mobiliário novo, incluindo uma grande coleção de relógios.

### Guerra Civil de Espanha
O Palácio da Zarzuela foi fortemente danificado durante a Guerra Civil de Espanha que ocorreu de 1936 a 1939. Anos depois o palácio foi reconstruído para servir de residência da Família Real Espanhola.

### Século XXI
O rei Juan Carlos e a rainha Sofia de Espanha têm vivido no palácio desde o seu casamento, em 1962. Atualmente, a residência da família real está distribuída entre o edifício principal e dois conjuntos para a direita e esquerda. No verão de 2002 o príncipe herdeiro Felipe mudou-se para uma nova residência. O palácio está situado nos arredores de Madrid, a noroeste do centro, onde vive atualmente com a mulher a princesa Letizia Ortiz e as filhas as infantas Leonor e Sofia

## Residência do Monarca
Durante o século XVII, o rei Filipe IV ordenou que fosse construído um pequeno palácio rural, ou pavilhão de caça, num lugar denominado de La Zarzuela, próximo de Madrid. É a residência dos reis Juan Carlos e Sofia desde o seu casamento. Depois da morte de Francisco Franco, em 1975, os Reis recusaram ocupar o seu Palácio de El Pardo, deixando-o para os visitantes de Estado estrangeiros, designando o Palácio da Moncloa como residência do Presidente do Governo Espanhol, enquanto a Família Real permanecia na Zarzuela. O Palácio Real de Madrid, a antiga residência dos reis da Espanha é, atualmente, usado apenas para ocasiões de Estado.
Na última década, foram adicionadas duas alas ao edifício original. Numa delas foram instaladas salas privadas da Família Real, escritórios e outros departamentos de segurança. O palácio Zarzuela tem também uma pequena capela, uma área de desportos e um heliporto.
No Verão de 2002, o príncipe real, Felipe, Príncipe das Astúrias, mudou-se para a nova residência, um palácio de 3.150 m² construído no interior do parque do Palácio da Zarzuela.
As infantas Elena e Cristina abandonaram o palácio depois dos seus matrimônios, fixando a sua nova residência em Madrid e Barcelona, respectivamente.
Desde 1981 também reside habitualmente na Zarzuela a princesa Irene de Grecia e Dinamarca, irmã mais nova da rainha Sofia e do ex-rei Constantino II da Grécia.

### Cerimonias da Família Real
Desde que se tornou na residência dos reis de Espanha tem sido realizados vários eventos no Palácio da Zarzuela. Os atos oficiais mais solenes se celebram no Palácio Real de Madrid, por isso o Palácio da Zarzuela acolhe os atos familiares da Casa Real e as recepções e audiências a que se quer dar um carácter mais informal.
O batismo da Infanta Sofia, filha dos Príncipes das Astúrias foi a 15 de Julho de 2007 nos jardins do Palácio da Zarzuela. Também a irmã mais velha de Sofia, a Infanta Leonor foi baptizada no Palácio da Zarzuela em 14 de janeiro de 2006. Em agosto de 2011 o Papa Bento XVI foi recebido por a Família Real Espanhola no Palácio da Zarzuela.

### Interior

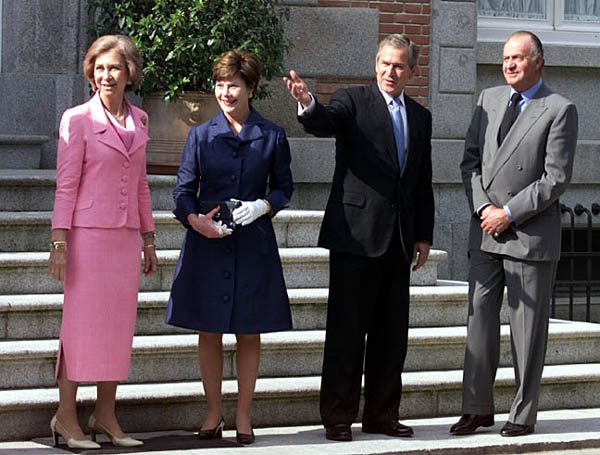
Os reis de Espanha com George W. Bush e Laura Bush na Zarzuela.

A atmosfera no Palácio da Zarzuela é de simplicidade, conforto e vida em família.
Pensa-se que o termo "Zarzuela" derivou de "zarzas", o que significa arbustos do bosque, devido às suas funções como pavilhão de caça, significando que este está situado entre os arbustos das Terras de Caça do Rei. O palácio foi o local de nascimento do estilo de opereta espanhola, a zarzuela. 
O edifício, construído no século XVII pelo Cardeal Infante Don Fernando, irmão de Filipe IV, é constituído por três pisos. 
O primeiro é o semi-cave, cave e sótão.
O segundo, o cargo de Rei e seus assistentes, biblioteca, sala de jantar e sala de estar. No terceiro andar estão os quartos e salas de estudo.  
Na última década, foram adicionadas duas alas ao edifício original. Numa delas foram instaladas salas privadas da Família Real, escritórios e outros departamentos de segurança. O palácio Zarzuela tem também uma pequena capela, uma área de desportos e um heliporto.

### Interior da Residência do Príncipe

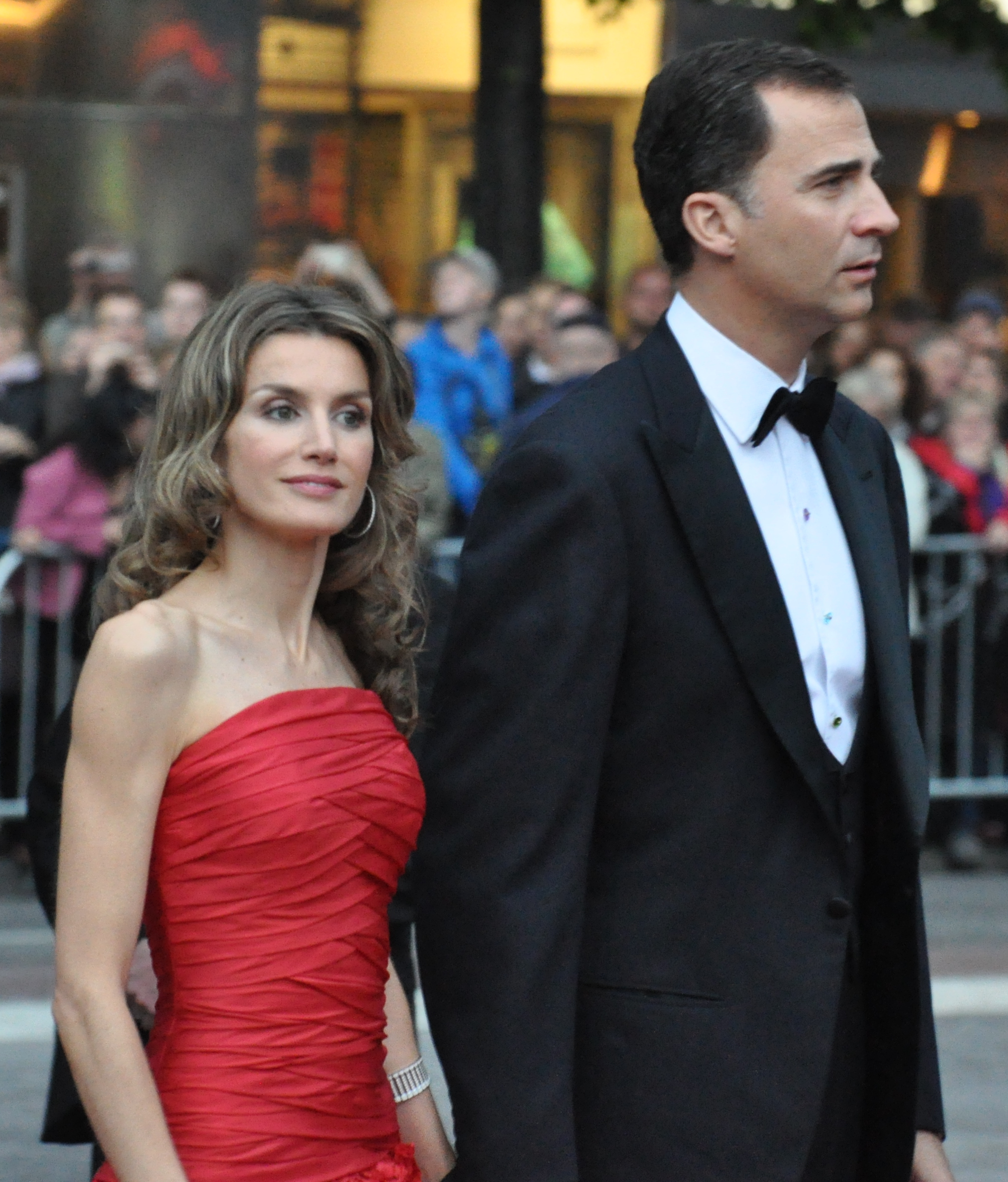
A então princesa consorte e o então príncipe herdeiro do trono, hoje rainha consorte da Espanha, e rei reinante da Espanha Felipe e Letizia.

No Verão de 2002, o príncipe real, Filipe de Borbon, mudou-se para a nova residência, um palácio de 3.150 m² construído no interior do parque do Palácio da  Zarzuela. e onde vive atualmente com a mulher Letizia Ortiz e as filhas as infantas Leonor e Sofia.
As características do palácio em estilo castelhano, dominado pela madeira, o granito da telha, e tijolos de barro.  
A residência tem uma planta útil 1.771 metros, divididos da seguinte forma: no piso térreo (568 metros quadrados), um hall de entrada, o escritório do príncipe e outro para seu assessor, uma sala de espera para os visitantes, uma biblioteca, uma sala formal e de jantar, uma sala de estar, de jantar privada, um quarto com banheiro e uma cozinha com gabinete. 
Finalmente, o porão (780 metros quadrados) tem uma cozinha industrial para atender as refeições oficiais e recepções, quatro quartos com casa de banho como muitos para o serviço, sala de jantar, sala de estar e uma loja. Há também um sótão vazio, uma garagem com oito lugares sentados e uma área de piscina. 
O corredor como o resto das unidades habitacionais, é uma das áreas mais clássicas do recinto. 
As peças que estão a decorá-lo, pertencem ao Fundo do Património Nacional, elas dão um estilo mais clássico: uma tapeçaria de Bruxelas Escola do século XVII, com motivos mitológicos gregos, três pinturas do século XIX gravado e pintado por Giuseppe Brambilla, que representam o Site Real de El Escorial e Aranjuez, e da Casa del Labrador, por último, uma colecção Heritage, um relógio, bem como dois sofás e mesas com caminhos de mármore e madeira. 

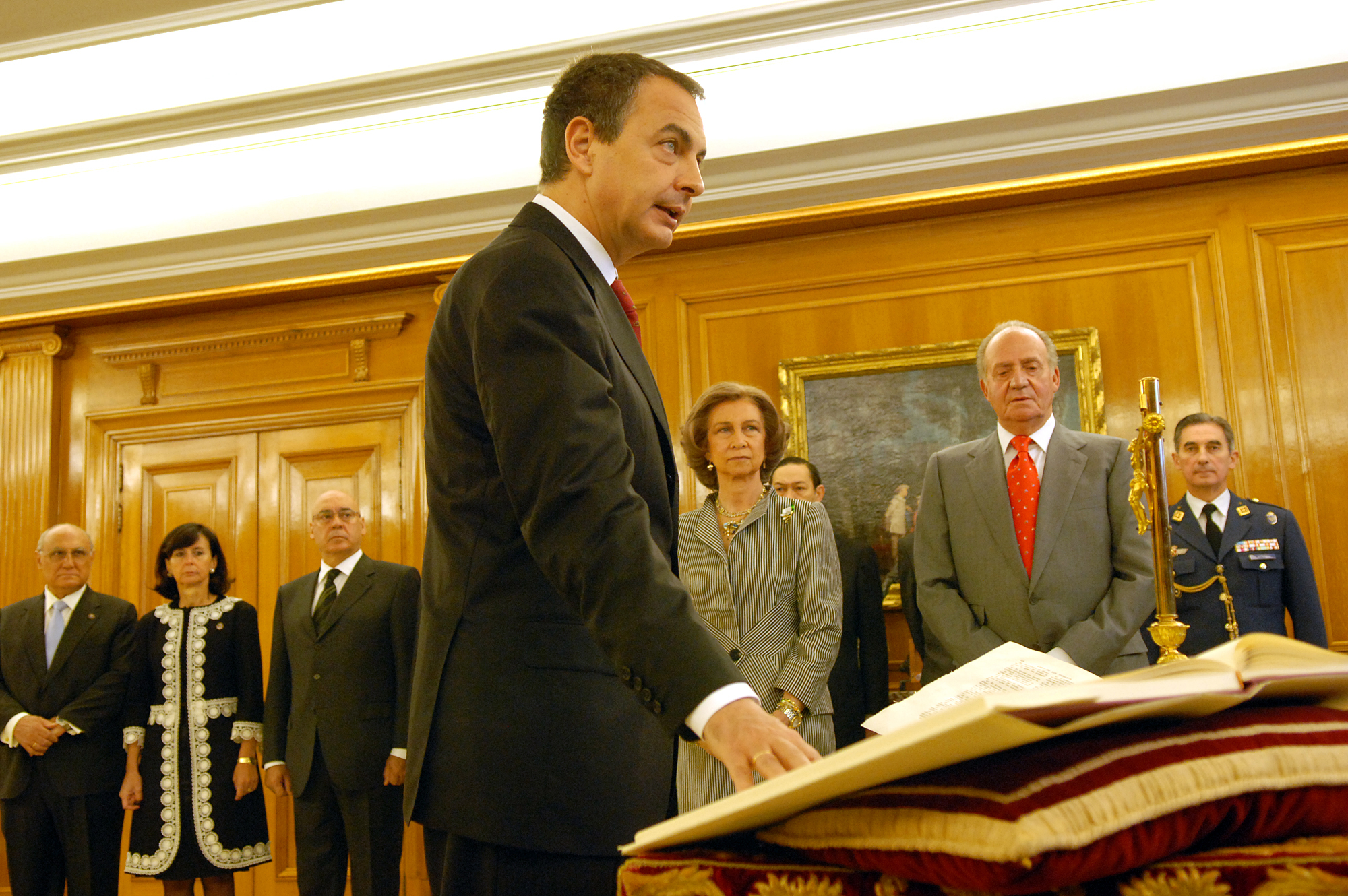
Zapatero com os reis de Espanha no Palácio da Zarzuela em 2008.

O salão combina com uma excelente mistura de arte clássica e contemporânea. Enfatiza, sem dúvida, o retrato de  Joaquin Sorolla com o  uniforme do Rei Alfonso XIII usando-se na época do seu juramento à Constituição, bem como duas pinturas a óleo de Brambilla. 
Com grandes janelas que permitem que a luz entre, fica o acesso à varanda, com um pequeno lago, o jardim contém outros objetos decorativos como caixas chinesas, uma pequena escultura de um touro, e um de Juan Hernandez representando dois rostos femininos.
Já na biblioteca, o príncipe colocou os livros que ele acumulou ao longo dos anos. "Historia del Derecho Peruano", de Javier Vargas; la "Historia de la gastronomía española", de Manuel Martínez Llopis; y un número da Revista de Estudios Taurinos, editada en Sevilla en 1997. Além do trabalho econômico e turístico, há cópias de "Felipe V", de Pedro Voltes, "História da legislação peruana", Javier Vargas, a "História da culinária espanhola," Manuel Martinez Llopis, e um número de Revista de Estudos Taurinos, publicada em Sevilha em 1997. A biblioteca também tem um aparelho de som, e da chaminé é colocado um retrato da Rainha, o trabalho de Alcaraz.
A próxima sala é a autoridade, que tem um retrato do rei com roupas casuais em "Rogue", uma gravura de Eduardo Chillida e um mapa histórico da Espanha. 
Na residência, há também uma imagem de Santiago Rusiñol vindo do Palácio de El Pardo ("A maioria dos Aranjuez") e Luis FEITO. 
O custo da residência foi ajustado para 4,23 milhões de euros, o Parlamento aprovou no final de 1999 dentro do Orçamento Geral do Estado.

### Os jardins
O Palácio da Zarzuela tem um jardim italiano com fontes, um outro jardim e um viveiro de árvores. Reconstruído após a Guerra Civil, o arquiteto Diego Méndez (1958), manteve a  sua caixa original e a parede do pórtico e recriou os jardins projetados por Gaspar Bandal no século XVII. A envolvência do palácio está cercada por uma rica fauna.

## A segurança

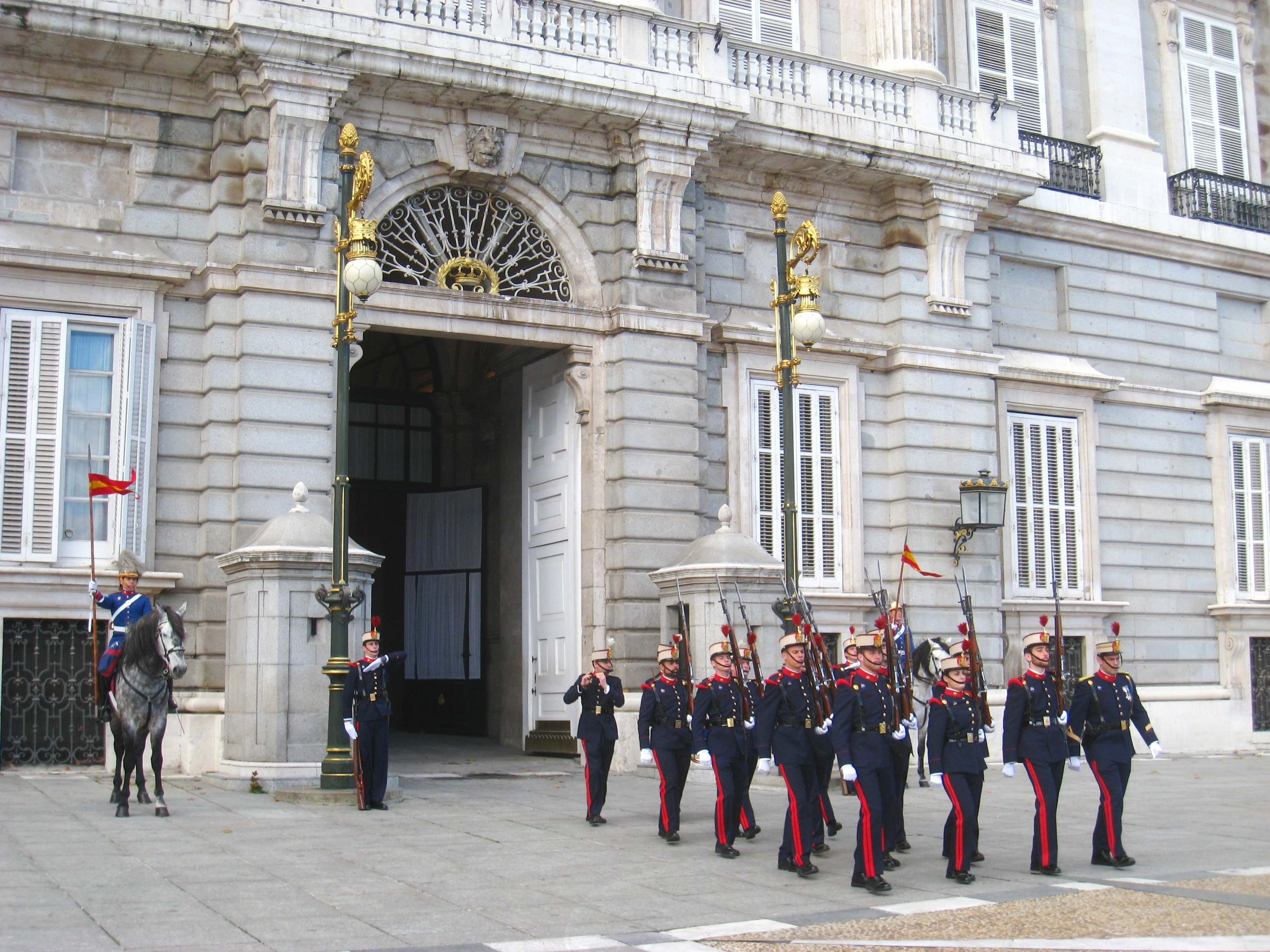
Cerimonial de Troca da Guarda no Palácio Real de Madrid.

O Decreto Real n° 434, de 6 de maio de 1988, Artigo VI, estabelece que as missões da Guarda Real são entre outras a de proporcionar o serviço de guarda militar, render honras e executar escolta solene à Sua Majestade O Rei, e aos membros da Família Real que se determine. Para desempenhar essas tarefas, a Guarda Real proporciona a segurança da Família Real em sua residência oficial, palácios e outros locais utilizados; tais como: o Palácio Real de Madrid, o Palacio Real de El Pardo, o Palácio da Zarzuela, e outros, quando assim for solicitado.